# Ражнёв, Геннадий Владимирович
Геннадий Владимирович Ражнёв (род. 1941) — смоленский краевед и гербовед.

## Биография
Родился 16 января 1941 года в семье офицера-артиллериста в городе Сумы Украинской ССР.
В 1958—1991 годах служил в Вооружённых Силах СССР. В ранние годы службу проходил на военном полигоне под Волгоградом, в частях в Забайкалье и Казахстане. Был начальником политического отдела отдельного ракетного полка. В 1961 году окончил Пушкинское ракетно-техническое училище войск ПВО страны (по другим источникам — Пушкинское училище радиоэлектроники или Пушкинское радиотехническое училище Войск ПВО), в 1972 году — Военно-политическую академию им. В. И. Ленина, в 1979 году — адъюнктуру при ВПА им. В. И. Ленина. После защиты диссертации преподавал философию и культурологию в высших военных училищах — сначала в Ярославле, а с 1968 года — в Смоленске в Военной академии войсковой ПВО ВС РФ. Кандидат философских наук, доцент Военной академии войсковой ПВО ВС РФ в Смоленске.

## Творчество
В 1985 году начал активно заниматься смоленским краеведением и геральдикой. Основные темы исследования: геральдика области, смоленские полки, смоленские князья, герои Отечественной войны 1812 года и Великой Отечественной войны 1941—1945 годов. Основной труд — книга 1993 года «Герб Смоленска», ставшая важным событием в смоленском краеведении и российской геральдике. Опубликовал более 250 научных работ в местной и центральной печати, в том числе в журналах «Наука и жизнь», «Огонёк», «Военно-исторический журнал», «Гербовед», «Коллекция» и др.
Г. В. Ражнёв является автором герба и флага Смоленской области, полного герба и флага Смоленска, автором или соавтором гербов городов Рудни, Сафонова, Ярцева (также флага), районов Новодугинского, Тёмкинского (также флага), Угранского, посёлка городского типа Монастырщина, села Новоспасское, Военной академии войсковой ПВО ВС РФ и др.

Герб Смоленской области (1998)
Флаг Смоленской области (1998)
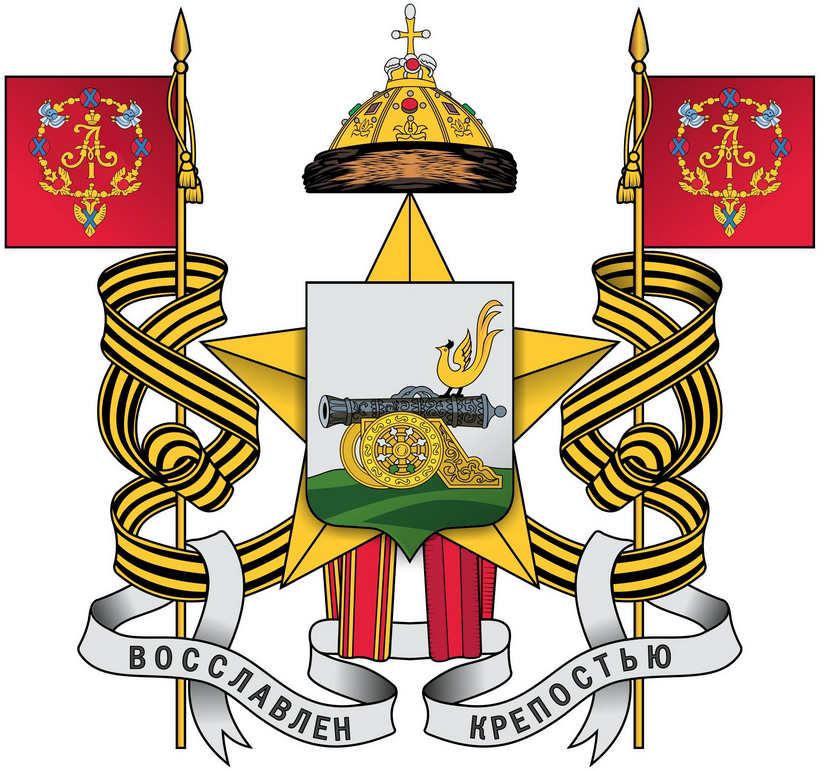
Герб Смоленска (2001)
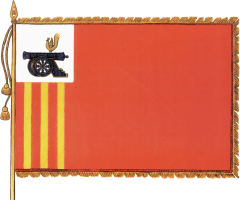
Флаг Смоленска (2001)
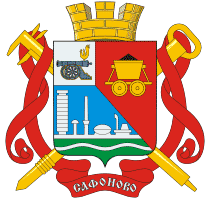
Герб Сафонова (1995)
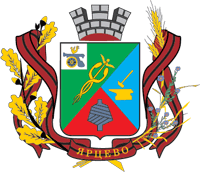
Герб Ярцева (1996)
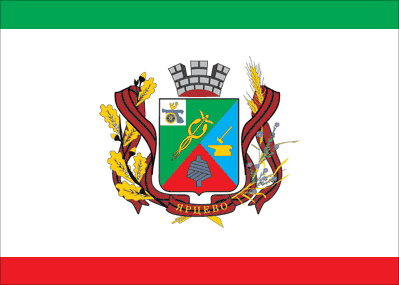
Флаг Ярцева (1996)
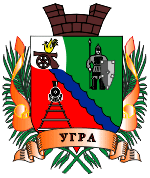
Герб Угранского района (1996)
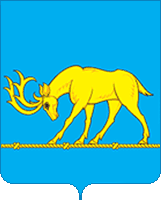
Герб Тёмкинского района (2012)
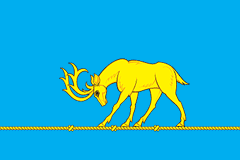
Флаг Тёмкинского района (2012)
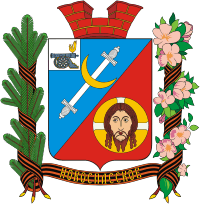
Герб Новоспасского (1994)

## Сочинения
Монографии
- Герб Смоленска. — Смоленск, 1993. — 240 с. — (Библиотека журнала «Край Смоленский»; № 1; ISSN 0868-7242). — 50 000 экз.
- Герб России: развитие символики: учебное пособие / П. М. Беркс, Г. В. Ражнёв. — Смоленск: Смоленская городская типография, 2006. — 126 с.
- Двуглавый орёл в культуре России, Востока и Запада: социальные представления / Г. В. Ражнёв, Н. Г. Ранчугова. — Смоленск: Маджента, 2011. — 128 с., [8] л. цв. ил., портр.: ил.; 25 см; ISBN 978-5-98156-365-2

Статьи
- Герб Смоленска // Полит. информация. — 1986. — № 12.
- Птица Гамаюн в гербе Смоленска // Полит. информация. — 1986. — № 13.
- От Смоленска до Парижа // Полит. информация. — 1987. — № 10.
- Город-воин // Военно-исторический журнал. — 1988. — № 9.
- Смоленские уланы в революции // Военно-исторический журнал. — 1989. — № 12.
- Крейсер «Смоленск» // Полит. информация. — 1990. — № 7.
- Священный памятник войны 1812 года // Край Смоленский. — 1991. — № 4.
- Фон-Бок // Край Смоленский. — 1991. — № 6.
- Генерал Керн // Край Смоленский. — 1991. — № 8.
- Символы российского государства // Край Смоленский. — 1991. — № 3.
- Смоленские князья // Край Смоленский. — 1992. — № 5, 6, 7.
- Архангел Михаил // Край Смоленский. — 1993. — № 11—12.
- Тайны и загадки птицы Гамаюн // Гербовед. — 1993. — № 1. — С. 13—25.
- Гербы смоленских городов // Геральдические ведомости. — 1993. — № 12.
- Символы Ингушетии. — Смоленск: Амипресс, 2000. — 16 с. — ISBN 5-93145-010-6.